# Боровики (Воробьёвское сельское поселение)
Боровики — деревня в Демидовском районе Смоленской области России. Входит в состав Воробьёвского сельского поселения. Численность населения — 10 человек (2007 год). 
Расположена в северо-западной части области в 30 км к северо-востоку от Демидова, в 30 км северо-восточнее автодороги Р133 (Смоленск — Невель). В 78 км южнее деревни расположена железнодорожная станция Смоленск на линии «Москва — Минск». В 4 км от деревни находится посёлок Пржевальское, в котором размещается администрация национального парка «Смоленское Поозерье». В деревне имеется частный музей-вернисаж «Наедине с деревом».

## История
В годы Великой Отечественной войны деревня была оккупирована гитлеровскими войсками в июле 1941 года, освобождена в сентябре 1943 года.